# ستانيسلو بيوات
ستانيسلو بيوات (بالبولندية: Stanisław Piłat)‏ (13 أبريل 1909 – 10 مايو 1993) هو ملاكم بولندي راحل، مثّل بلاده في الألعاب الأولمبية الصيفية 1936.

## روابط خارجية
ستانيسلو بيوات على موقع أوليمبيديا (الإنجليزية)
- ستانيسلو بيوات على موقع اللجنة الأولمبية البولندية (مؤرشف) (البولندية)